# Amadeo (Cavite)
Amadeo è una municipalità di quarta classe delle Filippine, situata nella Provincia di Cavite, nella Regione di Calabarzon.
Amadeo è formata da 26 baranggay:
- Banaybanay
- Barangay I (Pob.)
- Barangay II (Pob.)
- Barangay III (Pob.)
- Barangay IV (Pob.)
- Barangay V (Pob.)
- Barangay VI (Pob.)
- Barangay VII (Pob.)
- Barangay VIII (Pob.)
- Barangay IX (Pob.)
- Barangay X (Pob.)
- Barangay XI (Pob.)
- Barangay XII (Pob.)

- Bucal
- Buho
- Dagatan
- Halang
- Loma
- Maitim I
- Maymangga
- Minantok Kanluran
- Minantok Silangan
- Pangil
- Salaban
- Talon
- Tamacan